# Lussorio
Lussorio  è un nome proprio di persona italiano maschile.

## Varianti
- Femminili: Lussoria[1][2][3]

### Varianti in altre lingue
- Catalano: Lusor[4], Luxori[4]
- Latino: Luxorius[1][3], Luxurius[1]
- Sardo: Lussurgiu[1][3]
- Spagnolo: Lusor[4], Lusorio[4], Luxorio[4]

## Origine e diffusione
Continua l'antico nome latino Luxorius, la cui etimologia è incerta; potrebbe essere ricondotto a luxus e luxuria ("rigogliosità", "esuberanza", "sfrenatezza nel vivere"), con il possibile significato di "rigoglioso", "esuberante", "sfrenato", mentre altre fonti ipotizzano una connessione a lūdō ("gioco"), col senso di "che gioca", "che si diverte".
In Italia il nome è rarissimo, limitato sostanzialmente alla Sardegna, dove è accentrato il culto di san Lussorio; secondo alcune ipotesi, Lussorio sarebbe anche all'origine del nome pisano Rossore.

## Onomastico
L'onomastico si festeggia il 21 agosto in memoria di san Lussorio, leggendario soldato martire con i santi Cisello e Camerino a Fordongianus sotto Diocleziano.

## Persone
- Lussorio Bosu, poliziotto italiano
- Lussorio Cau, militare italiano